# 黑德闊特斯 (內布拉斯加州)
黑德闊特斯（英語：Headquarters）是位於美國內布拉斯加州惠勒縣的鬼鎮。

## 歷史
黑德闊特斯的郵局於1908年設立，其後於1917年停運。

## 地理
黑德闊特斯所處的海拔為高於海平面628米（即2060英呎），而該地所採用的時區為UTC-6，即北美中部时区（CST）。同時該地設有夏令時間，為UTC-6調快一小時，即UTC-5（CDT）。